# Museo Federico II Stupor Mundi

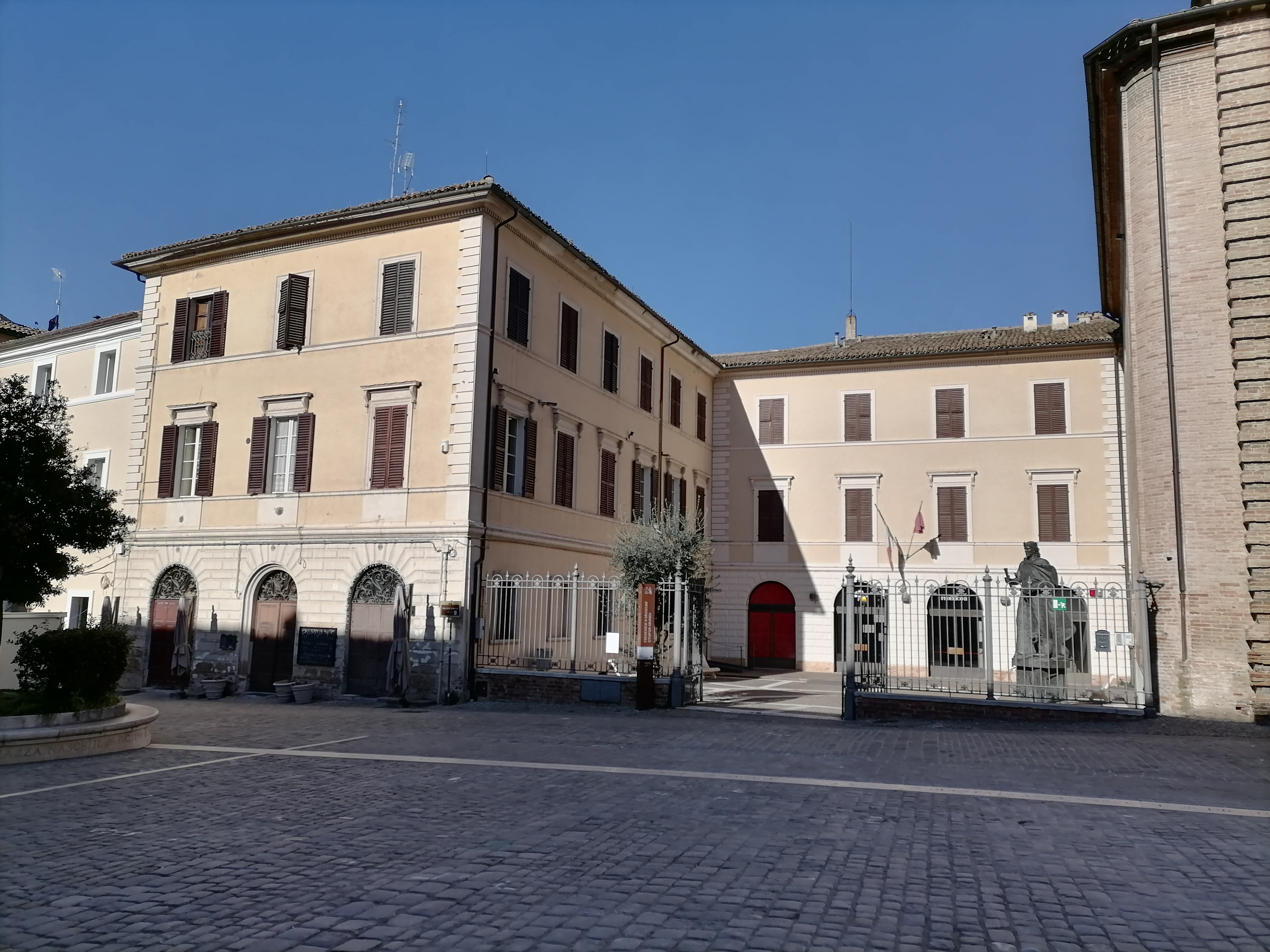
Palazzo Ghislieri Nuovo.

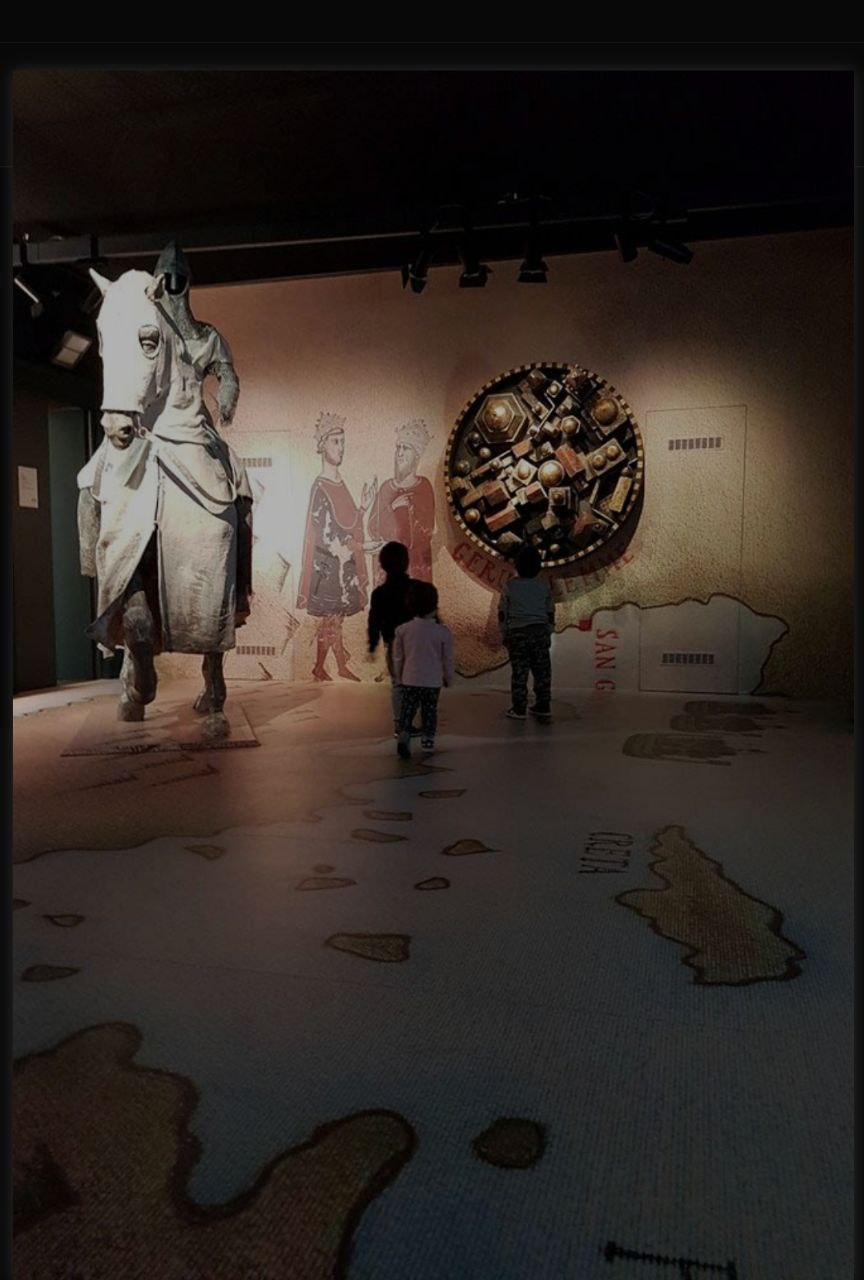
Museo Federico II Stupor Mundi Sala 10. La crociata.

Il Museo Federico II Stupor Mundi di Jesi è il primo spazio museale dedicato alla figura di Federico II di Svevia. 
È collocato all’interno di palazzo Ghislieri, complesso sito nella piazza Federico II ove una certa tradizione indica che egli nacque, il 26 dicembre 1194.

## Storia
L’inaugurazione del Museo è avvenuta il 1 luglio 2017 ad opera della Fondazione Marche e alla volontà, in particolare, dell’Ing. Cav. Gennaro Pieralisi. Quest’ultimo ha gestito il museo per i successivi tre anni, per poi donarlo alla città di Jesi verso la fine del 2019. Il Museo è stato concepito come una realtà innovativa e interamente virtuale: numerose le proiezioni, le scenografie e le installazioni virtuali  grazie alle quali si raccontano passaggi salienti della vita pubblica e privata dell’Imperatore. Così concepito, è il secondo museo multimediale per dimensioni in Italia, dopo il Museo M9 di Mestre (Venezia). Entrambi i musei da una startup innovativa ad alto valore sociale RnB4culture. L’allestimento museale è distribuito su sedici sale ove, in ognuna, si approfondisce una particolare tematica.
Il comune di Jesi ha istituito un bando per la sua gestione per un periodo di 8 anni. Ad aggiudicarsi la responsabilità è stata la startup Rnb4Culture, la quale si occupa del Museo Federico II Stupor Mundi dal giugno 2020.

### La sede
La sede è all’interno del piano terra di palazzo Ghislieri Nuovo, complesso sito nella piazza Federico II. La costruzione originaria del palazzo, sorto lungo il perimetro delle mura urbiche, risale al periodo medievale. La parte anteriore del palazzo, che comprende anche lo spazio rettangolare a verde aperto verso la piazza venne edificata verso la metà dell’Ottocento su progetto di Raffaele Grilli. La facciata principale è decorata a bugnato, con pietre angolari e cornici alle finestre, mentre il prospetto in via del Fortino è semplice e senza decorazioni.

### Le sale
- Sala 1: La nascita
- Sala 2: Gli antenati
- Sala 3: Re di Germania
- Sala 4: Imperatore
- Sala 5: La Sicilia arabo normanno sveva
- Sala 6: Lucera dei Saraceni
- Sala 7: I castelli
- Sala 8: La porta di Capua
- Sala 9: I Papi e la Chiesa
- Sala 10: La crociata
- Sala 11: Impero e comuni
- Sala 12: La falconeria
- Sala 13: Cultura e saperi
- Sala 14: Stupor Mundi
- Sala 15: I discendenti
- Sala 16: Il mito